# Maria Barbella
 (février 2020).
Maria Barbella (ou Barberi, née le 24 octobre 1868 et morte en 1950) est la deuxième femme condamné à mourir par chaise électrique. Elle est reconnue coupable du meurtre de son amant en 1895 ; mais le jugement est invalidé en 1896 et elle est libérée.

## Histoire
Maria Barbella est née à Ferrandina dans la région de la Basilicate en Italie. Sa famille immigre aux États-Unis à Mulberry Bend, dans l'État de New York en 1892. Après avoir vécu aux États-Unis pendant près d'un an, Maria Barbella rencontre Domenico Cataldo, qui est originaire de la même région d'Italie. Elle travaille dans une usine et passe chaque jour à côté de son stand de cireur de chaussures. Ils passent beaucoup de temps ensemble, à l'insu du père surprotecteur de Maria. Quand ce dernier découvre l'existence de Domenico, il lui interdit de le revoir ou de lui parler. Domenico persévère jusqu'à ce qu'elle finisse par accepter de le revoir.
Un jour, Cataldo l'emmène dans une pension de famille, où il l'aurait saoulée puis aurait abusé d'elle. Les valeurs morales de Maria la conduisent à exiger de Cataldo qu'il l'épouse. Cataldo lui promet ce qu'elle demande et de ce fait elle accepte d'autres rendez-vous dans la pension dans l'espoir qu'il finisse par l'épouser. Cependant, il repousse toujours le mariage, car en réalité il est déjà marié à une femme en Italie, avec laquelle il a des enfants. Barbella est dévastée quand Cataldo lui annonce son intention de rentrer en Italie et de mettre fin à leur relation. La mère de Barbella confronte Cataldo et insiste pour qu'il épouse sa fille. Il accepte de l'épouser à la seule condition de recevoir 200 $.
À New York, le 26 avril 1895 vers 9 h 30, Domenico Cataldo est en train de jouer aux cartes dans un bar en attendant d'embarquer à bord d'un navire partant pour l'Italie. Maria Barbella entre dans le bar. Cataldo lui dit : « Seul un cochon peut t'épouser ! ». Barbella sort alors un rasoir et lui tranche le cou.

## Procès
Maria Barbella est arrêtée et placée dans la Maison de justice et de détention de New York Halls (autrement connue sous le nom The Tombs) pendant deux mois et demi. Le procès commence le 11 juillet 1895. Il soulève la controverse, car les Italiens estiment que le verdict est injuste, du fait de l'absence d'Italiens dans le jury. De plus, au moment du procès, Maria Barbella est incapable de parler ou de comprendre l'anglais. Elle avoue tous les faits qui lui sont reprochés. Le jury manifeste de la sympathie pour son cas ; cependant, selon l'officier municipal Goff : « le verdict est conforme aux faits et aucun autre verdict n'aurait pu être considéré, compte tenu des preuves ». Le jury déclare Maria coupable et la condamne à la peine de mort. Elle est envoyée à la prison de Sing Sing où elle doit être exécutée le 19 août 1895 par chaise électrique. C'est la deuxième femme condamnée à être exécutée par chaise électrique (la première fut Lizzie Halliday en 1894),,.

## Deuxième procès et libération

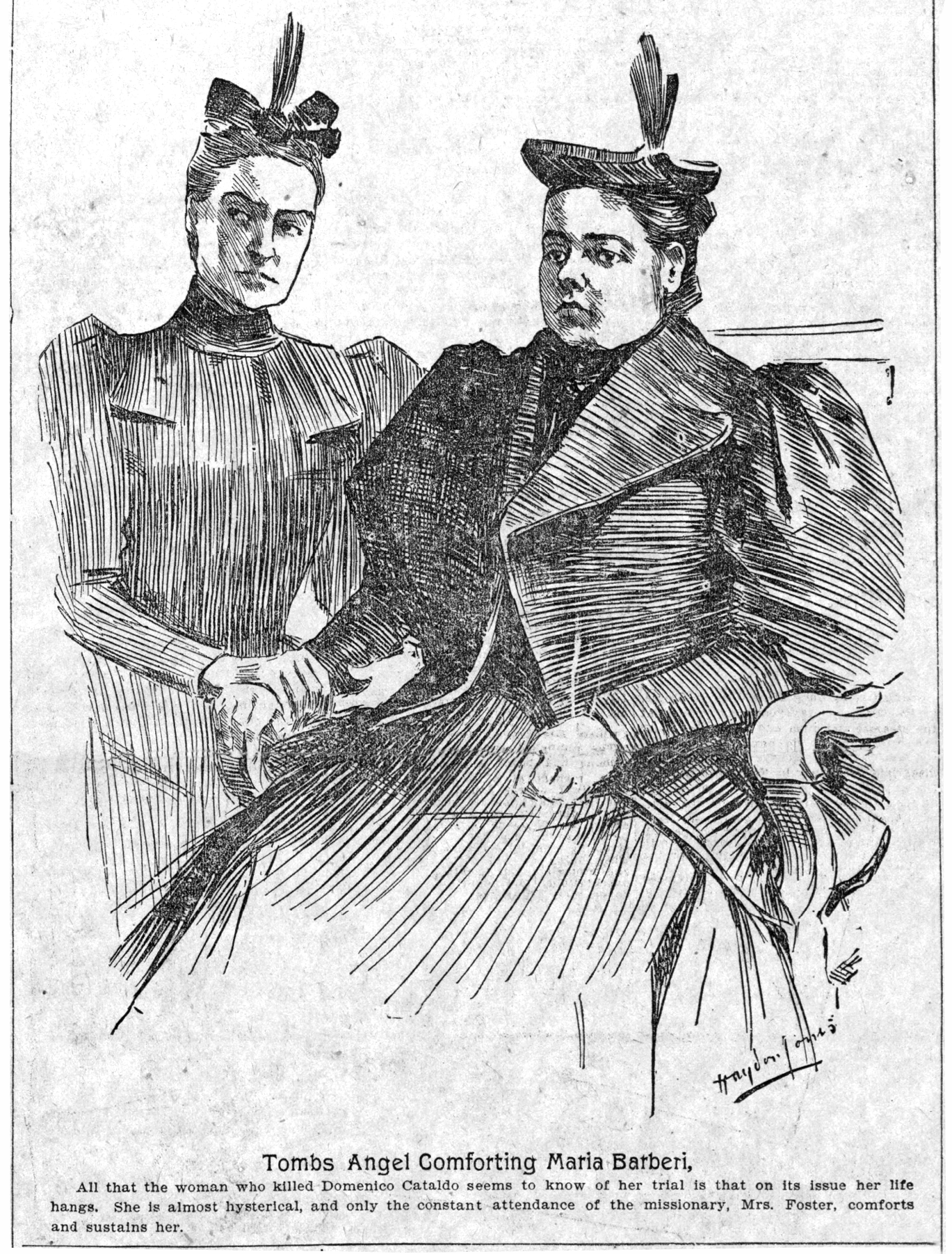
Maria Barbella lors de son deuxième procès

Le gouverneur Levi Morton reçoit de nombreuses plaintes sur la façon dont le premier procès fut géré. Le 16 novembre 1896, elle est jugée une seconde fois par la section criminelle de la Cour suprême de New York. On la déclare épileptique, sa maladie ayant été aggravée par les sévices qu'elle a subis. Le crime est considéré comme ayant été commis alors qu'elle avait perdu la raison. Elle est déclarée non coupable. Après sa libération, Maria épouse un immigrant italien nommé Francesco Bruno le 4 novembre 1897. En 1899, elle donne naissance à un fils nommé Frederick.